# Unternehmen Erdnußbutter
Unternehmen Erdnußbutter ist ein preisgekrönter kanadischer Kinderfilm aus der Serie Tales for All, dem auch der später entstandene Film Daffy und der Wal entsprang.

## Handlung
Der 11-jährige Michael Baskin geht in ein verfallenes Haus und macht dort eine schreckliche Entdeckung. Er erleidet einen Schock, in dessen Folge ihm alle Haare ausfallen. Nachdem er von anderen Kindern wegen seiner Glatze gehänselt wurde, bekommt er Besuch von zwei Geistern, die ihm das Rezept für ein Haarwachsmittel aus Erdnussbutter verraten. Doch weil Michael zu viel davon nimmt, wachsen seine Haare in enormer Geschwindigkeit. Das wird von seinem Kunstlehrer, der von Schülern Der Signor genannt wird, bemerkt. Er glaubt mit Michaels magischen Haaren Erfolg als Pinselhersteller und Maler zu haben. Darum entführt er Michael und mehrere andere Kinder. Während Michael als lebende Haarressource missbraucht wird, müssen die Kinder aus seinem Haar Pinsel produzieren. Sie brechen aus der Fabrik aus. Michael kehrt in das verfallene Haus zurück und realisiert, dass es der Anblick zweier Leichen war, deren Geister ihn besuchten, der ihn schockiert hatte. Der Signor wird von der Polizei verhaftet, Michael kehrt zu seiner Familie zurück und sein Haar hört auf unnatürlich zu wachsen.

## Sonstiges
1989 erschien ein Hörspiel gleichen Namens von Hans Künster. Das Video zum Film kam 1992 heraus.